# Kadayampatti
Kadayampatti (o Kadiyampatti) è una suddivisione dell'India, classificata come town panchayat, di 9.691 abitanti, situata nel distretto di Salem, nello stato federato del Tamil Nadu. In base al numero di abitanti la città rientra nella classe V (da 5.000 a 9.999 persone).

## Geografia fisica
La città è situata a 11° 52' 0 N e 78° 7' 0 E e ha un'altitudine di 387 m s.l.m..

## Società

### Evoluzione demografica
Al censimento del 2001 la popolazione di Kadayampatti assommava a 9.691 persone, delle quali 5.186 maschi e 4.505 femmine. I bambini di età inferiore o uguale ai sei anni assommavano a 1.211, dei quali 681 maschi e 530 femmine. Infine, coloro che erano in grado di saper almeno leggere e scrivere erano 5.170, dei quali 3.186 maschi e 1.984 femmine.